# Canadian Open 2021 - Qualificazioni singolare femminile
Le qualificazioni del singolare femminile del Canadian Open 2021 sono state un torneo di tennis preliminare per accedere alla fase finale della manifestazione. Le vincitrici dell'ultimo turno sono entrate di diritto nel tabellone principale. In caso di ritiro di una o più giocatrici aventi diritto a queste sono subentrati le lucky loser, ossia le giocatrici che hanno perso nell'ultimo turno ma che avevano una classifica più alta rispetto alle altre partecipanti che avevano comunque perso nel turno finale.

## Teste di serie
1. Alison Van Uytvanck (qualificata)
2. Kristina Mladenovic (ultimo turno)
3. Tereza Martincová (qualificata)
4. Heather Watson (ultimo turno)
5. Ann Li (ultimo turno)
6. Caroline Garcia (qualificata)
7. Amanda Anisimova (qualificata)
8. Bernarda Pera (primo turno)

1. Polona Hercog (ultimo turno)
2. Anastasija Potapova
3. Clara Burel (qualificata)
4. Christina McHale (ultimo turno)
5. Océane Dodin (qualificata)
6. Astra Sharma (primo turno)
7. Kristie Ahn (ultimo turno)
8. Kamilla Rachimova (ultimo turno)

## Qualificate
1. Alison Van Uytvanck
2. Anastasija Potapova
3. Tereza Martincová
4. Clara Burel

1. Océane Dodin
2. Caroline Garcia
3. Amanda Anisimova
4. Harriet Dart

## Tabellone

### Legenda
| - Q = Qualificato - WC = Wild card - LL = Lucky loser | - ALT = Alternate - SE = Special Exempt - PR = Protected Ranking | - w/o = Walkover - r = Ritirato - d = Squalificato |

### Sezione 1
|  | Primo turno | Primo turno         | Primo turno         | Primo turno | Primo turno |  |  | Ultimo turno | Ultimo turno        | Ultimo turno | Ultimo turno | Ultimo turno |  |
|  |             |                     |                     |             |             |  |  |              |                     |              |              |              |  |
|  | 1           | Alison Van Uytvanck | Alison Van Uytvanck | 6           | 6           |  |  |              |                     |              |              |              |  |
|  |             | Makoto Ninomiya     | Makoto Ninomiya     | 2           | 0           |  |  | 1            | Alison Van Uytvanck | 64           | 6            | 6            |  |
|  |             | Jule Niemeier       | Jule Niemeier       | 6           | 6           |  |  |              | Jule Niemeier       | 7            | 0            | 3            |  |
|  | 14          | Astra Sharma        | Astra Sharma        | 4           | 2           |  |  |              |                     |              |              |              |  |

### Sezione 2
|  | Primo turno | Primo turno         | Primo turno         | Primo turno | Primo turno |  |  | Ultimo turno | Ultimo turno        | Ultimo turno        | Ultimo turno | Ultimo turno |  |
|  |             |                     |                     |             |             |  |  |              |                     |                     |              |              |  |
|  | 2           | Kristina Mladenovic | Kristina Mladenovic | 6           | 7           |  |  |              |                     |                     |              |              |  |
|  |             | Ljudmyla Kičenok    | Ljudmyla Kičenok    | 4           | 62          |  |  | 2            | Kristina Mladenovic | Kristina Mladenovic | 65           | 2            |  |
|  | WC          | Layne Sleeth        | 6                   | 4           | 3           |  |  | 10           | Anastasija Potapova | Anastasija Potapova | 7            | 6            |  |
|  | 10          | Anastasija Potapova | 4                   | 6           | 6           |  |  |              |                     |                     |              |              |  |

### Sezione 3
|  | Primo turno | Primo turno       | Primo turno       | Primo turno | Primo turno |  |  | Ultimo turno | Ultimo turno      | Ultimo turno      | Ultimo turno | Ultimo turno |  |
|  |             |                   |                   |             |             |  |  |              |                   |                   |              |              |  |
|  | 3           | Tereza Martincová | Tereza Martincová | 6           | 6           |  |  |              |                   |                   |              |              |  |
|  |             | Demi Schuurs      | Demi Schuurs      | 3           | 1           |  |  | 3            | Tereza Martincová | Tereza Martincová | 7            | 6            |  |
|  |             | Harmony Tan       | Harmony Tan       | 2           | 3           |  |  | 9            | Polona Hercog     | Polona Hercog     | 5            | 3            |  |
|  | 9           | Polona Hercog     | Polona Hercog     | 6           | 6           |  |  |              |                   |                   |              |              |  |

### Sezione 4
|  | Primo turno | Primo turno        | Primo turno        | Primo turno | Primo turno |  |  | Ultimo turno | Ultimo turno   | Ultimo turno | Ultimo turno | Ultimo turno |  |
|  |             |                    |                    |             |             |  |  |              |                |              |              |              |  |
|  | 4           | Heather Watson     | Heather Watson     | 6           | 6           |  |  |              |                |              |              |              |  |
|  |             | Katherine Sebov    | Katherine Sebov    | 0           | 3           |  |  | 4            | Heather Watson | 6            | 4            | 4            |  |
|  |             | Emily Webley-Smith | Emily Webley-Smith | 63          | 4           |  |  | 11           | Clara Burel    | 1            | 6            | 6            |  |
|  | 11          | Clara Burel        | Clara Burel        | 7           | 6           |  |  |              |                |              |              |              |  |

### Sezione 5
|  | Primo turno | Primo turno  | Primo turno  | Primo turno | Primo turno |  |  | Ultimo turno | Ultimo turno | Ultimo turno | Ultimo turno | Ultimo turno |  |
|  |             |              |              |             |             |  |  |              |              |              |              |              |  |
|  | 5           | Ann Li       | Ann Li       | 6           | 6           |  |  |              |              |              |              |              |  |
|  | WC          | Mia Kupres   | Mia Kupres   | 1           | 3           |  |  | 5            | Ann Li       | Ann Li       | 1            | 4            |  |
|  | WC          | Kayla Cross  | Kayla Cross  | 0           | 2           |  |  | 13           | Océane Dodin | Océane Dodin | 6            | 6            |  |
|  | 13          | Océane Dodin | Océane Dodin | 6           | 6           |  |  |              |              |              |              |              |  |

### Sezione 6
|  | Primo turno | Primo turno      | Primo turno      | Primo turno | Primo turno |  |  | Ultimo turno | Ultimo turno    | Ultimo turno    | Ultimo turno | Ultimo turno |  |
|  |             |                  |                  |             |             |  |  |              |                 |                 |              |              |  |
|  | 6           | Caroline Garcia  | Caroline Garcia  | 7           | 6           |  |  |              |                 |                 |              |              |  |
|  |             | Françoise Abanda | Françoise Abanda | 65          | 4           |  |  | 6            | Caroline Garcia | Caroline Garcia | 7            | 6            |  |
|  |             | Nicole Melichar  | 6                | 5           | 0           |  |  | 15           | Kristie Ahn     | Kristie Ahn     | 63           | 3            |  |
|  | 15          | Kristie Ahn      | 1                | 7           | 6           |  |  |              |                 |                 |              |              |  |

### Sezione 7
|  | Primo turno | Primo turno       | Primo turno       | Primo turno | Primo turno |  |  | Ultimo turno | Ultimo turno      | Ultimo turno      | Ultimo turno | Ultimo turno |  |
|  |             |                   |                   |             |             |  |  |              |                   |                   |              |              |  |
|  | 7           | Amanda Anisimova  | 6                 | 1           | 6           |  |  |              |                   |                   |              |              |  |
|  |             | Maddison Inglis   | 3                 | 6           | 0           |  |  | 7            | Amanda Anisimova  | Amanda Anisimova  | 7            | 6            |  |
|  | WC          | Mélodie Collard   | Mélodie Collard   | 3           | 0           |  |  | 16           | Kamilla Rachimova | Kamilla Rachimova | 63           | 4            |  |
|  | 16          | Kamilla Rachimova | Kamilla Rachimova | 6           | 6           |  |  |              |                   |                   |              |              |  |

### Sezione 8
|  | Primo turno | Primo turno       | Primo turno       | Primo turno | Primo turno |  |  | Ultimo turno | Ultimo turno     | Ultimo turno | Ultimo turno | Ultimo turno |  |
|  |             |                   |                   |             |             |  |  |              |                  |              |              |              |  |
|  | 8           | Bernarda Pera     | 6                 | 4           | 3           |  |  |              |                  |              |              |              |  |
|  |             | Harriet Dart      | 4                 | 6           | 6           |  |  |              | Harriet Dart     | 2            | 6            | 6            |  |
|  |             | Raphaëlle Lacasse | Raphaëlle Lacasse | 0           | 1           |  |  | 11           | Christina McHale | 6            | 2            | 4            |  |
|  | 11          | Christina McHale  | Christina McHale  | 6           | 6           |  |  |              |                  |              |              |              |  |